# A Beverly Hills 90210 epizódjainak listája
A Beverly Hills 90210 egy amerikai sorozat, amit Magyarországon a TV2 kezdett sugározni.

## Évados áttekintés
| Évad | Évad | Részek száma | Részek száma | Eredeti sugárzás     | Eredeti sugárzás | Eredeti adó |
| Évad | Évad | Részek száma | Részek száma | Évadbemutató         | Évadzáró         | Eredeti adó |
| ---- | ---- | ------------ | ------------ | -------------------- | ---------------- | ----------- |
|      | 1.   | 22           | 22           | 1990. október 4.     | 1991. május 9.   | FOX         |
|      | 2.   | 28           | 28           | 1991. július 11.     | 1992. május 7.   | FOX         |
|      | 3.   | 30           | 30           | 1992. július 15.     | 1993. május 19.  | FOX         |
|      | 4.   | 32           | 32           | 1993. szeptember 8.  | 1994. május 25.  | FOX         |
|      | 5.   | 32           | 32           | 1994. szeptember 7.  | 1995. május 24.  | FOX         |
|      | 6.   | 32           | 32           | 1995. szeptember 13. | 1996. május 22.  | FOX         |
|      | 7.   | 32           | 32           | 1996. augusztus 21.  | 1997. május 21.  | FOX         |
|      | 8.   | 32           | 32           | 1997. szeptember 10. | 1998. május 20.  | FOX         |
|      | 9.   | 26           | 26           | 1998. szeptember 16. | 1999. május 19.  | FOX         |
|      | 10.  | 27           | 27           | 1999. szeptember 8.  | 2000. május 17.  | FOX         |

## 1. évad (1990-1991)
| Sor. | Év. | Cím                                                            | Rendező           | Író                                                                  | Premier            | Nézettség    |
| ---- | --- | -------------------------------------------------------------- | ----------------- | -------------------------------------------------------------------- | ------------------ | ------------ |
| 1.   | 1.  | Bevezető rész (Class of Beverly Hills)                         | Tim Hunter        | Darren Star                                                          | 1990. október 4.   | 11,00 millió |
| 2.   | 2.  | A zöld szoba (The Green Room)                                  | Michael Uno       | David Stenn                                                          | 1990. október 11.  | 10,20 millió |
| 3.   | 3.  | Minden álomnak megvan az ára (Every Dream Has Its Price (Tag)) | Catlin Adams      | Amy Spies                                                            | 1990. október 18.  | 7,80 millió  |
| 4.   | 4.  | Az első alkalom (The First Time)                               | Bethany Rooney    | Darren Star                                                          | 1990. október 25.  | 7,60 millió  |
| 5.   | 5.  | Egy ember egy posztra (One on One)                             | Artie Mandelberg  | Charles Rosin                                                        | 1990. november 1.  | 8,10 millió  |
| 6.   | 6.  | A történelem dolgozat (Higher Education)                       | Artie Mandelberg  | Jordan Budde                                                         | 1990. november 15. | 7,60 millió  |
| 7.   | 7.  | A tökéletes anya (Perfect Mom)                                 | Bethany Rooney    | Darren Star                                                          | 1990. november 22. | 6,60 millió  |
| 8.   | 8.  | A 17. házassági évforduló (The 17 Year Itch)                   | Jefferson Kibbee  | Amy Spies                                                            | 1990. november 29. | 6,20 millió  |
| 9.   | 9.  | A hallgatás művészete (The Gentle Art of Listening)            | Dan Attias        | Charles Rosin                                                        | 1990. december 6.  | 8,00 millió  |
| 10.  | 10. | Egy kis romantika (Isn't it Romantic?)                         | Nancy Malone      | Karen Rosin                                                          | 1991. január 3.    | 7,70 millió  |
| 11.  | 11. | A buli (B.Y.O.B.)                                              | Miles Watkins     | Jordan Budde                                                         | 1991. január 10.   | 9,10 millió  |
| 12.  | 12. | A pótpapa (One Man and a Baby)                                 | Burt Brinckerhoff | Darren Star és Amy Spies                                             | 1991. január 24.   | 9,90 millió  |
| 13.  | 13. | Pizsamás buli (Slumber Party)                                  | Charles Braverman | Darren Star                                                          | 1991. január 31.   | 11,00 millió |
| 14.  | 14. | A város peremén (East Side Story)                              | Dan Attias        | Történet: Carmen Sternwood és Charles Rosin Tévéjáték: Charles Rosin | 1991. február 14.  | 9,90 millió  |
| 15.  | 15. | Hétvége Palm Springs-ben (A Fling in Palm Springs)             | Jefferson Kibbee  | Jordan Budde                                                         | 1991. február 21.  | 10,30 millió |
| 16.  | 16. | A TV sztár (Fame is Where You Find It)                         | Paul Schneider    | Charles Rosin és Karen Rosin                                         | 1991. február 28.  | 10,00 millió |
| 17.  | 17. | Tapasztalatszerzés (Stand (Up) and Deliver)                    | Burt Brinckerhoff | Amy Spies                                                            | 1991. március 7.   | 9,50 millió  |
| 18.  | 18. | Csak egy teszt (It's Only a Test)                              | Charles Braverman | Darren Star                                                          | 1991. március 28.  | 12,80 millió |
| 19.  | 19. | Április a legszörnyűbb hónap (April is the Cruelest Month)     | Dan Attias        | Steve Wasserman és Jessica Klein                                     | 1991. április 11.  | 11,30 millió |
| 20.  | 20. | Tavaszi tréning (Spring Training)                              | Burt Brinckerhoff | Charles Rosin                                                        | 1991. április 25.  | 10,50 millió |
| 21.  | 21. | Tavasz-bál (Spring Dance)                                      | Darren Star       | Darren Star                                                          | 1991. május 2.     | 12,90 millió |
| 22.  | 22. | Újra otthon (Home Again)                                       | Charles Braverman | Amy Spies                                                            | 1991. május 9.     | 15,00 millió |

## 2. évad (1991-1992)
| Sor. | Év. | Cím                                                                   | Rendező           | Író | Premier              | Nézettség    |
| ---- | --- | --------------------------------------------------------------------- | ----------------- | --- | -------------------- | ------------ |
| 23.  | 1.  | Brandon a strandon (Beach Blanket Brandon)                            | Charles Braverman | Darren Star                                                                                               | 1991. július 11.     | 19,10 millió |
| 24.  | 2.  | A hal neve (The Party Fish)                                           | Daniel Attias     | Charles Rosin                                                                                             | 1991. július 18.     | 16,00 millió |
| 25.  | 3.  | Nyári vihar (Summer Storm)                                            | Charles Braverman | Steve Wasserman és Jessica Klein                                                                          | 1991. július 25.     | 18,10 millió |
| 26.  | 4.  | Anakonda (Anaconda)                                                   | Daniel Attias     | Jonathan Roberts                                                                                          | 1991. augusztus 1.   | 15,40 millió |
| 27.  | 5.  | Anya csak egy van (Play it Again, David)                              | Charles Braverman | Sherri Ziff                                                                                               | 1991. augusztus 8.   | 17,40 millió |
| 28.  | 6.  | Egyszer fenn, egyszer lenn (Pass/Not Pass)                            | Jefferson Kibbee  | Allison Adler                                                                                             | 1991. augusztus 15.  | 16,10 millió |
| 29.  | 7.  | A koszfészek (Camping Trip)                                           | Jeff Melman       | Karen Rosin                                                                                               | 1991. augusztus 29.  | 17,00 millió |
| 30.  | 8.  | Az új lány (Wild Fire)                                                | Daniel Attias     | Steve Wasserman és Jessica Klein                                                                          | 1991. szeptember 12. | 17,70 millió |
| 31.  | 9.  | Az új fotós (Ashes to Ashes)                                          | Charles Braverman | Charles Rosin és Judi Ann Mason                                                                           | 1991. szeptember 19. | 19,00 millió |
| 32.  | 10. | Az anyai szeretet (Necessity is a Mother)                             | Jefferson Kibbee  | Steve Wasserman és Jessica Klein                                                                          | 1991. szeptember 26. | 16,50 millió |
| 33.  | 11. | A szív szava (Leading from the Heart)                                 | Daniel Attias     | Darren Star                                                                                               | 1991. október 10.    | 15,90 millió |
| 34.  | 12. | Körzeten belül és kívül (Down and Out (of District) in Beverly Hills) | Charles Braverman | Történet: Karen Rosin és Allison Adler Tévéjáték: Karen Rosin                                             | 1991. október 17.    | 15,00 millió |
| 35.  | 13. | Halloween (Halloween)                                                 | Michael Katleman  | Jonathan Roberts                                                                                          | 1991. október 31.    | 16,60 millió |
| 36.  | 14. | Emlékek (The Next 50 Years)                                           | Daniel Attias     | Karen Rosin és Charles Rosin                                                                              | 1991. november 7.    | 22,30 millió |
| 37.  | 15. | Eufória (U4EA)                                                        | Charles Braverman | Allison Adler                                                                                             | 1991. november 14.   | 20,80 millió |
| 38.  | 16. | Őrült szerelem (My Desperate Valentine)                               | Jeff Melman       | Michael Swerdlick                                                                                         | 1991. november 21.   | 28,70 millió |
| 39.  | 17. | Chuckie visszatér (Chuckie's Back)                                    | Bradley Gross     | Történet: Steve Wasserman, Jessica Klein és Michael Swerdlick Tévéjáték: Steve Wasserman és Jessica Klein | 1991. december 12.   | 18,20 millió |
| 40.  | 18. | Karácsony Walsh módra (A Walsh Family Christmas)                      | Darren Star       | Darren Star                                                                                               | 1991. december 19.   | 22,60 millió |
| 41.  | 19. | Tűz és víz (Fire and Ice)                                             | Jeff Melman       | Carl Sautter                                                                                              | 1992. január 9.      | 19,60 millió |
| 42.  | 20. | Versenyszellem (A Competitive Edge)                                   | David Carson      | Történet: Douglas Brooks West Tévéjáték: Charles Rosin és Jonathan Roberts                                | 1992. január 23.     | 18,70 millió |
| 43.  | 21. | Biztonságos szex (Everybody's Talkin' 'Bout It)                       | Daniel Attias     | Karen Rosin és Charles Rosin                                                                              | 1992. február 6.     | 19,00 millió |
| 44.  | 22. | Tétre, helyre, befutóra (And Baby Makes Five)                         | Bill D'Elia       | Steve Wasserman és Jessica Klein                                                                          | 1992. február 13.    | 16,70 millió |
| 45.  | 23. | Aerobic óra (Cardio-Funk)                                             | Daniel Attias     | Steve Wasserman és Jessica Klein                                                                          | 1992. február 27.    | 21,30 millió |
| 46.  | 24. | Mentsük meg a Gödröt! (The Pit and the Pendulum)                      | Daniel Attias     | Larry Barber és Paul Barber                                                                               | 1992. március 19.    | 17,20 millió |
| 47.  | 25. | Segíts, Mr. Pony! (Meeting Mr. Pony)                                  | Bradley Gross     | Történet: Jonathan Lemkin Tévéjáték: Darren Star, Charles Rosin, Karen Rosin és Jonathan Lemkin           | 1992. április 2.     | 20,90 millió |
| 48.  | 26. | Esőnap (Things to Do on a Rainy Day)                                  | Bethany Rooney    | Jonathan Roberts és Maria Semple                                                                          | 1992. április 23.    | 19,50 millió |
| 49.  | 27. | Mexikói saláta (Mexican Standoff)                                     | Bradley Gross     | Steve Wasserman és Jessica Klein                                                                          | 1992. április 30.    | 15,80 millió |
| 50.  | 28. | Esküvő (Wedding Bell Blues)                                           | Charles Braverman | Darren Star                                                                                               | 1992. május 7.       | 21,40 millió |

## 3. évad (1992-1993)
| Sor. | Év. | Cím                                                                         | Rendező            | Író                                           | Premier              | Nézettség    |
| ---- | --- | --------------------------------------------------------------------------- | ------------------ | --------------------------------------------- | -------------------- | ------------ |
| 51.  | 1.  | A baj nem jár egyedül (Misery Loves Company)                                | Jeffrey Melman     | Steve Wasserman és Jessica Klein              | 1992. július 15.     | 16,70 millió |
| 52.  | 2.  | Az ikrek, a vagyonkezelő... (The Twins, the Trustee, and the Very Big Trip) | David Carson       | Charles Rosin                                 | 1992. július 22.     | 15,80 millió |
| 53.  | 3.  | Addig üsd a vasat (Too Little, Too Late/Paris 75001)                        | Daniel Attias      | Maria Semple, Jonathan Roberts és Karen Rosin | 1992. július 29.     | 13,20 millió |
| 54.  | 4.  | Szex, hazugság, röplabda (Sex, Lies and Volleyball/Photo Fini)              | Jeffrey Melman     | Chris Brancato, Kenneth Biller és Karen Rosin | 1992. augusztus 5.   | 13,20 millió |
| 55.  | 5.  | Egy amerikai Párizsban (Shooting Star/American in Paris)                    | Daniel Attias      | Steve Wasserman, Jessica Klein és Karen Rosin | 1992. augusztus 12.  | 16,20 millió |
| 56.  | 6.  | Homokvárak (Castles in the Sand)                                            | Paul Lazarus       | Ann Donahue                                   | 1992. augusztus 19.  | 17,10 millió |
| 57.  | 7.  | Tiszta vizet a pohárba (A Song of Myself)                                   | Jeffrey Melman     | Chris Brancato és Kenneth Biller              | 1992. szeptember 9.  | 16,60 millió |
| 58.  | 8.  | A háttér (The Back Story)                                                   | Bradley M. Gross   | Karen Rosin                                   | 1992. szeptember 16. | 14,30 millió |
| 59.  | 9.  | Felvételi, mire telik (Highwire)                                            | Bethany Rooney     | Star Frohman                                  | 1992. szeptember 23. | 16,20 millió |
| 60.  | 10. | Barátságos rangadó (Home and Away)                                          | Jack Bender        | Chip Johannessen                              | 1992. október 7.     | 15,60 millió |
| 61.  | 11. | Ártatlanul vádolva (A Presumption of Innocence)                             | Bethany Rooney     | Karen Rosin                                   | 1992. október 21.    | 16,40 millió |
| 62.  | 12. | Szerelmi kavalkád (Destiny Rides Again)                                     | Christopher Hibler | Steve Wasserman és Jessica Klein              | 1992. november 4.    | 19,90 millió |
| 63.  | 13. | Ha kitör a vulkán (Rebel with a Cause)                                      | Daniel Attias      | Star Frohman                                  | 1992. november 11.   | 19,70 millió |
| 64.  | 14. | Vadlovak (Wild Horses)                                                      | Bobby Roth         | Chris Brancato és Kenneth Biller              | 1992. november 18.   | 16,90 millió |
| 65.  | 15. | Idegeneknek könnyű (The Kindness of Strangers)                              | Richard Lang       | Steve Wasserman és Jessica Klein              | 1992. november 25.   | 16,20 millió |
| 66.  | 16. | Ünnepi hangulat (It's a Totally Happening Life)                             | Richard Lang       | Karen Rosin és Charles Rosin                  | 1992. december 16.   | 15,80 millió |
| 67.  | 17. | Ki a gyáva? (The Game Is Chicken)                                           | Jack Bender        | Chip Johannessen                              | 1993. január 6.      | 16,20 millió |
| 68.  | 18. | A negyedik X (Midlife... Now What?)                                         | Robert Becker      | Lana Freistat Melman                          | 1993. január 13.     | 16,60 millió |
| 69.  | 19. | Vissza a régi kerékvágásba (Back in the High Life Again)                    | Bill D'Elia        | Steve Wasserman és Jessica Klein              | 1993. január 27.     | n.a          |
| 70.  | 20. | Szülői gondoskodás (Parental Guidance Recommended)                          | Gwen Arner         | Chip Johannessen                              | 1993. február 3.     | 16,60 millió |
| 71.  | 21. | Zsákutca (Dead End)                                                         | Jeff Melman        | Star Frohman                                  | 1993. február 10.    | 19,70 millió |
| 72.  | 22. | A bennünk élő kisgyerek (The Child Is Father to the Man)                    | James Whitmore Jr. | Karen Rosin és Charles Rosin                  | 1993. február 17.    | 18,70 millió |
| 73.  | 23. | A nehézfiúk (Duke's Bad Boy)                                                | Robert Becker      | Jessica Klein                                 | 1993. március 3.     | 16,00 millió |
| 74.  | 24. | Első látásra (Perfectly Perfect)                                            | Bethany Rooney     | Gillian Horvath                               | 1993. március 24.    | 19,10 millió |
| 75.  | 25. | Iskolai szavazás (Senior Poll)                                              | Christopher Hibler | Chip Johannessen                              | 1993. április 7.     | 15,00 millió |
| 76.  | 26. | Ajtón be, ablakon ki (She Came in Through the Bathroom Window)              | Jason Priestley    | Ken Stringer                                  | 1993. április 28.    | 14,40 millió |
| 77.  | 27. | Egy felejthetetlen éjszaka (A Night to Remember)                            | Richard Lang       | Steve Wasserman és Jessica Klein              | 1993. május 5.       | 17,00 millió |
| 78.  | 28. | Egy barátság mindent legyőz (Something in the Air)                          | James Whitmore Jr. | Steve Wasserman és Jessica Klein              | 1993. május 12.      | 16,90 millió |
| 79.  | 29. | Érettségi 1. rész (Commencement Part 1)                                     | Daniel Attias      | Karen és Charles Rosin                        | 1993. május 19.      | 22,20 millió |
| 80.  | 30. | Érettségi 2. rész (Commencement Part 2)                                     | Daniel Attias      | Karen és Charles Rosin                        | 1993. május 19.      | 22,20 millió |

## 4. évad (1993-1994)
| Sor. | Év. | Cím                                                                       | Rendező            | Író                                                                | Premier              | Nézettség    |
| ---- | --- | ------------------------------------------------------------------------- | ------------------ | ------------------------------------------------------------------ | -------------------- | ------------ |
| 81.  | 1.  | Viszlát, Beverly Hills! (So Long, Farewell, Auf Wiedersehen, Goodbye)     | Bill D'Elia        | Charles Rosin                                                      | 1993. szeptember 8.  | 18,10 millió |
| 82.  | 2.  | A New York-i lány (The Girl from New York City)                           | Jeffrey Melman     | Steve Wasserman és Jessica Klein                                   | 1993. szeptember 15. | 15,10 millió |
| 83.  | 3.  | A kishalak (The Little Fish)                                              | Gilbert M. Shilton | Larry Mollin                                                       | 1993. szeptember 22. | 15,50 millió |
| 84.  | 4.  | Háztűznézőben (Greek to Me)                                               | Bethany Rooney     | Chip Johannessen                                                   | 1993. szeptember 29. | 13,90 millió |
| 85.  | 5.  | Rádiós őrület (Radio Daze)                                                | Richard Lang       | Richard Gollance                                                   | 1993. október 6.     | 14,40 millió |
| 86.  | 6.  | Idegen az éjszakában (Strangers in the Night)                             | James Eckhouse     | Jennifer Flackett                                                  | 1993. október 13.    | 16,40 millió |
| 87.  | 7.  | Mozgó célpont (Moving Targets)                                            | Paul Schneider     | Larry Mollin                                                       | 1993. október 20.    | 13,90 millió |
| 88.  | 8.  | Húsz évvel ezelőtt (Twenty Years Ago Today)                               | James Whitmore Jr. | Steve Wasserman és Jessica Klein                                   | 1993. október 27.    | 15,00 millió |
| 89.  | 9.  | Szeret, nem szeret (Otherwise Engaged)                                    | Daniel Attias      | Jennifer Flackett                                                  | 1993. november 3.    | 16,30 millió |
| 90.  | 10. | Viva Las Vegas (And Did It... My Way)                                     | Jason Priestley    | Richard Gollance                                                   | 1993. november 10.   | 17,00 millió |
| 91.  | 11. | Legyen miénk az éj (Take Back the Night)                                  | James Whitmore Jr. | Chip Johannessen                                                   | 1993. november 17.   | 17,80 millió |
| 92.  | 12. | Feléled a tűz (Radar Love)                                                | Paul Schneider     | Steve Wasserman és Jessica Klein                                   | 1993. november 24.   | 15,30 millió |
| 93.  | 13. | Emily (Emily)                                                             | Richard Lang       | Steve Wasserman és Jessica Klein                                   | 1993. december 1.    | 15,50 millió |
| 94.  | 14. | Hurrikán (Windstruck)                                                     | Gilbert M. Shilton | Larry Mollin és Richard Gollance                                   | 1993. december 15.   | 14,70 millió |
| 95.  | 15. | Karácsony (Somewhere in the World it's Christmas)                         | Bradley M. Gross   | Charles Rosin                                                      | 1993. december 22.   | 14,80 millió |
| 96.  | 16. | Mire jó a narancslé? (Crunch Time)                                        | Les Landau         | Larry Mollin és Richard Gollance                                   | 1994. január 5.      | 16,60 millió |
| 97.  | 17. | A nagy nap (Ticker Than Water)                                            | Michael Lange      | Lana Freistat Melman                                               | 1994. január 12.     | 18,90 millió |
| 98.  | 18. | Szívszakadásig (Heartbreaker)                                             | Paul Schneider     | Chip Johannessen                                                   | 1994. január 26.     | 17,30 millió |
| 99.  | 19. | A szerelem próbái (The Labors of Love)                                    | Jefferson Kibbee   | Christine Pettit és Rosanne Welch                                  | 1994. február 2.     | 16,50 millió |
| 100. | 20. | A szakadék (Scared Very Straight)                                         | Chip Chalmers      | Gary Rosen                                                         | 1994. február 9.     | 18,30 millió |
| 101. | 21. | A szerelem rabjai (Addicted to Love)                                      | Les Landau         | Larry Mollin és Richard Gollance                                   | 1994. február 16.    | 17,30 millió |
| 102. | 22. | Partnerváltás (Change Partners)                                           | Bethany Rooney     | Chip Johannessen                                                   | 1994. február 23.    | 15,30 millió |
| 103. | 23. | Kutyaélet (A Pig is a Boy is a Dog)                                       | Daniel Attias      | Larry Mollin és Richard Gollance                                   | 1994. március 2.     | 20,10 millió |
| 104. | 24. | Bilincsben (Cuffs and Links)                                              | Gilbert M. Shilton | Steve Wasserman és Jessica Klein                                   | 1994. március 16.    | 18,40 millió |
| 105. | 25. | A régi szép idők (The Time Has Come Today)                                | Jason Priestley    | Történet: Charles Rosin és Mick Gallinson Tévéjáték: Charles Rosin | 1994. március 23.    | 17,30 millió |
| 106. | 26. | Vakfolt (Blind Spot)                                                      | Michael Lange      | Ken Stringer                                                       | 1994. április 6.     | 16,20 millió |
| 107. | 27. | Dívák (Divas)                                                             | David Semel        | Larry Mollin                                                       | 1994. április 20.    | 13,80 millió |
| 108. | 28. | Leszerepeltek (Acting Out)                                                | Jeff Melman        | Chip Johannessen                                                   | 1994. április 27.    | 17,50 millió |
| 109. | 29. | Az igazságnak ára van (Truth and Consequences)                            | James Eckhouse     | Richard Gollance                                                   | 1994. május 4.       | 16,20 millió |
| 110. | 30. | Életjelek (Vital Signs)                                                   | Daniel Attias      | Larry Mollin                                                       | 1994. május 11.      | 17,10 millió |
| 111. | 31. | Mr. Walsh Washingtonba megy 1. rész (Mr. Walsh Goes to Washington Part 1) | Michael Lange      | Steve Wasserman, Jessica Klein és Charles Rosin                    | 1994. május 25.      | 20,30 millió |
| 112. | 32. | Mr. Walsh Washingtonba megy 2. rész (Mr. Walsh Goes to Washington Part 2) | Michael Lange      | Steve Wasserman, Jessica Klein és Charles Rosin                    | 1994. május 25.      | 20,30 millió |

## 5. évad (1994-1995)
| Sor. | Év. | Cím                                                                                       | Rendező            | Író                                                                                                 | Premier              | Nézettség    |
| ---- | --- | ----------------------------------------------------------------------------------------- | ------------------ | --------------------------------------------------------------------------------------------------- | -------------------- | ------------ |
| 113. | 1.  | Hogy telt a nyár és egyéb történetek (What I Did on My Summer Vacation and Other Stories) | Michael Lange      | Charles Rosin és Larry Mollin                                                                       | 1994. szeptember 7.  | 21,20 millió |
| 114. | 2.  | Befolyás alatt állva (Under the Influence)                                                | Scott Paulin       | Chip Johannessen                                                                                    | 1994. szeptember 14. | 16,20 millió |
| 115. | 3.  | Tiszta lappal (A Clean Slate)                                                             | Bethany Rooney     | Richard Gollance                                                                                    | 1994. szeptember 21. | 17,90 millió |
| 116. | 4.  | Élet a halál után (Life After Death)                                                      | James Whitmore Jr. | Steve Wasserman és Jessica Klein                                                                    | 1994. szeptember 28. | 18,50 millió |
| 117. | 5.  | Szikrázó kedélyek (Rave On)                                                               | David Semel        | Larry Mollin                                                                                        | 1994. október 5.     | 17,00 millió |
| 118. | 6.  | Hazatérés (Homecoming)                                                                    | Gilbert M. Shilton | Meredith Stiehm                                                                                     | 1994. október 12.    | 18,00 millió |
| 119. | 7.  | Ki szédít kit? (Who's Zoomin' Who?)                                                       | Gabrielle Beaumont | Karen Rosin                                                                                         | 1994. október 19.    | 15,50 millió |
| 120. | 8.  | Éjszaka csattannak a pofonok (Things That Go Bang in the Night)                           | Jason Priestley    | Chip Johannessen                                                                                    | 1994. október 26.    | 18,40 millió |
| 121. | 9.  | Beavatkozás (Intervention)                                                                | Daniel Attias      | Steve Wasserman és Jessica Klein                                                                    | 1994. november 2.    | 18,00 millió |
| 122. | 10. | Dylan McKay álma (The Dreams of Dylan McKay)                                              | Scott Paulin       | Charles Rosin                                                                                       | 1994. november 9.    | 19,30 millió |
| 123. | 11. | A gyűlölet szava (Hate Is Just a Four-Letter Word)                                        | Les Landau         | Történet: Richard Gollance Tévéjáték: Charles Rosin                                                 | 1994. november 16.   | 17,10 millió |
| 124. | 12. | Rolling Stones láz (Rock of Ages)                                                         | David Semel        | Larry Mollin                                                                                        | 1994. november 23.   | 12,40 millió |
| 125. | 13. | Lángok között (Up in Flames)                                                              | Gilbert M. Shilton | Meredith Stiehm                                                                                     | 1994. november 30.   | 17,00 millió |
| 126. | 14. | Igazságtalanságok (Injustice for All)                                                     | Michael Lange      | Karen Rosin                                                                                         | 1994. december 14.   | 16,90 millió |
| 127. | 15. | Ha eljön a karácsony (Christmas Comes This Time Each Year)                                | Richard Lang       | Történet: Steve Wasserman és Jessica Klein Tévéjáték: Max Eisenberg                                 | 1994. december 21.   | 15,60 millió |
| 128. | 16. | Életfogytig (Sentenced to Life)                                                           | Jack Bender        | Történet: Ian Ziering, Steve Wasserman és Jessica Klein Tévéjáték: Steve Wasserman és Jessica Klein | 1995. január 4.      | 17,70 millió |
| 129. | 17. | Kiizzadva (Sweating it Out)                                                               | Jason Priestley    | Chip Johannessen                                                                                    | 1995. január 11.     | 15,30 millió |
| 130. | 18. | Veszélyes vizeken (Hazardous to Your Health)                                              | James Whitmore Jr. | Larry Mollin                                                                                        | 1995. január 18.     | 16,50 millió |
| 131. | 19. | Szörnyecskék (Little Monsters)                                                            | James Eckhouse     | Meredith Stiehm                                                                                     | 1995. február 1.     | 16,00 millió |
| 132. | 20. | Szívvel-lélekkel (You Gotta Have Heart)                                                   | Gilbert M. Shilton | Max Eisenberg                                                                                       | 1995. február 8.     | 15,30 millió |
| 133. | 21. | Viharos napok (Stormy Weather)                                                            | Bethany Rooney     | Történet: Larry Mollin Tévéjáték: Lana Freistat Melman                                              | 1995. február 15.    | 15,80 millió |
| 134. | 22. | Egyedül a csúcson (Alone at the Top)                                                      | Victor Lobl        | Steve Wasserman és Jessica Klein                                                                    | 1995. február 22.    | 16,60 millió |
| 135. | 23. | A szerelem fáj (Love Hurts)                                                               | Gilbert M. Shilton | Történet: Larry Mollin Tévéjáték: Ken Stringer                                                      | 1995. március 1.     | 15,50 millió |
| 136. | 24. | Valótlan világ (Unreal World)                                                             | David Semel        | Történet: Larry Mollin Tévéjáték: Meredith Stiehm                                                   | 1995. március 15.    | 15,90 millió |
| 137. | 25. | Jeopardy bajnokság (Double Jeopardy)                                                      | Richard Lang       | Christine Elise McCarthy és Sam Sarkar                                                              | 1995. március 29.    | 14,80 millió |
| 138. | 26. | Dal anyámnak (A Song for My Mother)                                                       | Chip Chalmers      | Max Eisenberg                                                                                       | 1995. április 5.     | 14,50 millió |
| 139. | 27. | Nincs harag (Squash It)                                                                   | Les Landau         | Történet: Larry Mollin Tévéjáték: Phil Savath                                                       | 1995. április 12.    | 13,30 millió |
| 140. | 28. | Türelem, lányok! (Girls on the Side)                                                      | Victor Lobl        | Meredith Stiehm                                                                                     | 1995. május 3.       | 11,40 millió |
| 141. | 29. | Üzenet a múltból (The Real McCoy)                                                         | Jason Priestley    | Történet: Charles Rosin és Larry Mollin Tévéjáték: Charles Rosin                                    | 1995. május 10.      | 11,40 millió |
| 142. | 30. | Ég veled, Beverly Hills! (Hello Life, Goodbye Beverly Hills)                              | James Whitmore Jr. | Steve Wasserman és Jessica Klein                                                                    | 1995. május 17.      | 13,60 millió |
| 143. | 31. | Utóirat: Szeretlek 1. rész (P.S. I Love You Part 1)                                       | Victor Lobl        | Larry Mollin és Chip Johannessen                                                                    | 1995. május 24.      | 17,10 millió |
| 144. | 32. | Utóirat: Szeretlek 2. rész (P.S. I Love You Part 2)                                       | Victor Lobl        | Larry Mollin és Chip Johannessen                                                                    | 1995. május 24.      | 17,10 millió |

## 6. évad (1995-1996)
| Sor. | Év. | Cím                                                              | Rendező             | Író | Premier              | Nézettség    |
| ---- | --- | ---------------------------------------------------------------- | ------------------- | --- | -------------------- | ------------ |
| 145. | 1.  | Otthon, édes otthon (Home Is Where The Tart Is)                  | Michael Lange       | Steve Wasserman és Jessica Klein | 1995. szeptember 13. | 16,00 millió |
| 146. | 2.  | A Buffalo-i lányok (Buffalo Gals)                                | James Whitmore, Jr. | Michael Lyons és Kimberly Wells | 1995. szeptember 13. | 16,00 millió |
| 147. | 3.  | Amolyan férfidolog (Must Be a Guy Thing)                         | Jason Priestley     | John Eisendrath | 1995. szeptember 20. | 14,90 millió |
| 148. | 4.  | Bimbózó rózsák (Everything's Coming Up Roses)                    | Victor Lobl         | Dinah Kirgo | 1995. szeptember 27. | 14,10 millió |
| 149. | 5.  | Szerelmes léptékkel (Lover's Leap)                               | Bethany Rooney      | Ken Stringer | 1995. október 4.     | 13,00 millió |
| 150. | 6.  | Szó nélkül (Speechless)                                          | David Semel         | Meredith Stiehm és Larry Mollin | 1995. október 18.    | 14,30 millió |
| 151. | 7.  | Erőszak (Violated)                                               | Christopher Hibler  | Meredith Stiehm és Larry Mollin | 1995. október 25.    | 13,40 millió |
| 152. | 8.  | Halloween (Gypsies, Cramps and Fleas)                            | Burt Brinckerhoff   | Christine McCarthy és Sam Sarkar | 1995. november 1.    | 14,70 millió |
| 153. | 9.  | Ha reng a föld (Earthquake Weather)                              | Gilbert M. Shilton  | Michael Lyons és Kimberly Wells | 1995. november 6.    | 13,80 millió |
| 154. | 10. | Egy esküvő, egy temetés (One Wedding and a Funeral)              | James Whitmore, Jr. | Steve Wasserman | 1995. november 8.    | 19,30 millió |
| 155. | 11. | Könnyű testi sértés (Offensive Interference)                     | Scott Paulin        | Larry Mollin | 1995. november 15.   | 15,80 millió |
| 156. | 12. | A pulyka (Breast Side Up)                                        | David Semel         | Jessica Klein | 1995. november 22.   | 13,20 millió |
| 157. | 13. | A tárgyalás (Courting)                                           | Gilbert M. Shilton  | John Eisendrath | 1995. november 29.   | 14,30 millió |
| 158. | 14. | A szerencse fiai (Fortunate Son)                                 | James Fargo         | Történet: Steve Wasserman, Larry Mollin és Jessica Klein Tévéjáték: Lana Freistat Melman, Steve Wasserman, John Eisendrath és John Whelpley | 1995. december 13.   | 14,50 millió |
| 159. | 15. | Mennyből az angyal (Angels We Have Heard On High)                | Jason Priestley     | Történet: Larry Mollin Tévéjáték: Phil Savath                                                                                               | 1995. december 20.   | 14,90 millió |
| 160. | 16. | Hogy is történt... (Turn Back the Clock)                         | Graeme Lynch        | Larry Mollin | 1996. január 3.      | 16,10 millió |
| 161. | 17. | Függöny fel, függöny le! (Fade In, Fade Out)                     | Jason Priestley     | Történet: Steve Wasserman és Jessica Klein Tévéjáték: Meredith Stiehm                                                                       | 1996. január 10.     | 14,20 millió |
| 162. | 18. | Behavazva (Snowbound)                                            | Chip Chalmers       | John Whelpley | 1996. január 17.     | 15,60 millió |
| 163. | 19. | Nancy választása (Nancy's Choice)                                | James Whitmore, Jr. | John Eisendrath | 1996. január 31.     | 13,60 millió |
| 164. | 20. | Repülés (Flying)                                                 | Chip Chalmers       | Történet: Larry Mollin Tévéjáték: Phil Savath                                                                                               | 1996. február 7.     | 14,40 millió |
| 165. | 21. | Vérző szívek (Bleeding Hearts)                                   | Jason Priestley     | Történet: Larry Mollin Tévéjáték: Lana Freistat Melman                                                                                      | 1996. február 14.    | 14,30 millió |
| 166. | 22. | Mary és Mary (All This and Mary Too)                             | James Fargo         | Sam Sarkar | 1996. február 21.    | 14,10 millió |
| 167. | 23. | Szökő év - szökő hit (Leap of Faith)                             | Christopher Hibler  | Ken Stringer | 1996. február 28.    | 14,10 millió |
| 168. | 24. | Kijönni, kijutni (Coming Out, Getting Out, Going Out)            | Gilbert M. Shilton  | John Whelpley | 1996. március 13.    | 13,10 millió |
| 169. | 25. | Összezúzva (Smashed)                                             | Charles Correll     | Meredith Stiehm | 1996. március 20.    | 13,70 millió |
| 170. | 26. | Veszélyes flört (Flirting With Disaster)                         | David Semel         | John Eisendrath | 1996. április 3.     | 12,80 millió |
| 171. | 27. | Gyújts egy gyufát! (Strike the Match)                            | James Darren        | Steve Wasserman | 1996. április 10.    | 12,10 millió |
| 172. | 28. | Fullasztó fájdalom (The Big Hurt)                                | Frank Thackery      | Larry Mollin | 1996. május 1.       | 11,80 millió |
| 173. | 29. | Szerencse, fel! (Ticket to Ride)                                 | Anson Williams      | Meredith Stiehm és John Whelple | 1996. május 8.       | 11,80 millió |
| 174. | 30. | Az újrakezdés (Ray of Hope)                                      | Gilbert M. Shilton  | Történet: Jessica Klein Tévéjáték: Phil Savath                                                                                              | 1996. május 15.      | 12,30 millió |
| 175. | 31. | Boldog születésnapot 1. rész (You Say It's Your Birthday Part 1) | Michael Lange       | Larry Mollin és Steve Wasserman | 1996. május 22.      | 12,30 millió |
| 176. | 32. | Boldog születésnapot 2. rész (You Say It's Your Birthday Part 2) | Michael Lange       | Larry Mollin és Steve Wasserman | 1996. május 22.      | 12,30 millió |

## 7. évad (1996-1997)
| Sor. | Év. | Cím                                                 | Rendező             | Író                                                            | Premier              | Nézettség    |
| ---- | --- | --------------------------------------------------- | ------------------- | -------------------------------------------------------------- | -------------------- | ------------ |
| 177. | 1.  | Találkozások (Remember the Alamo)                   | James Whitmore, Jr. | Larry Mollin                                                   | 1996. augusztus 21.  | 12,30 millió |
| 178. | 2.  | Kísért a múlt (Here We Go Again)                    | Anson Williams      | Steve Wasserman                                                | 1996. augusztus 28.  | 10,50 millió |
| 179. | 3.  | Holtomiglan, holtodiglan (A Mate for Life)          | Burt Brinckerhoff   | John Whelpley                                                  | 1996. szeptember 4.  | 10,80 millió |
| 180. | 4.  | A hattyúdal (Disappearing Act)                      | David Semel         | John Eisendrath                                                | 1996. szeptember 11. | 12,00 millió |
| 181. | 5.  | Újoncok (Pledging My Love)                          | James Darren        | Phil Savath                                                    | 1996. szeptember 18. | 11,20 millió |
| 182. | 6.  | A házavató (Housewarming)                           | Chip Chalmers       | Jessica Klein                                                  | 1996. szeptember 25. | 11,80 millió |
| 183. | 7.  | Félelem nélkül (Fearless)                           | Harvey Frost        | Larry Mollin                                                   | 1996. október 30.    | 11,70 millió |
| 184. | 8.  | A szerelem bolondja (The Things We Do for Love)     | Gilbert M. Shilton  | Laurie McCarthy                                                | 1996. november 6.    | 11,80 millió |
| 185. | 9.  | Minden a vesztesé (Loser Takes All)                 | Christopher Hibler  | John Eisendrath                                                | 1996. november 13.   | 12,80 millió |
| 186. | 10. | Féktelen hétvége (Lost in Las Vegas)                | Michael Lange       | Steve Wasserman                                                | 1996. november 20.   | 12,20 millió |
| 187. | 11. | Magad uram, ha szolgád nincsen (If I Had a Hammer)  | Jason Priestley     | John Whelpley                                                  | 1996. november 27.   | 8,60 millió  |
| 188. | 12. | Az igazság bajnoka (Judgement Day)                  | David Semel         | Phil Savath                                                    | 1996. december 11.   | 11,00 millió |
| 189. | 13. | Igazi meglepetés (Gift Wrapped)                     | Kevin Inch          | Christine McCarthy                                             | 1996. december 18.   | 12,90 millió |
| 190. | 14. | Jó kis állás (Jobbed)                               | Jason Priestley     | Larry Mollin                                                   | 1997. január 8.      | 10,72 millió |
| 191. | 15. | Az egyetem fantomja (Phantom of C.U.)               | Les Landau          | Steve Wasserman                                                | 1997. január 15.     | 11,88 millió |
| 192. | 16. | Kísért a múlt (Unnecessary Roughness)               | Gilbert M. Shilton  | John Whelpley                                                  | 1997. január 22.     | 11,41 millió |
| 193. | 17. | Riválisok (Face-Off)                                | Chip Chalmers       | Laurie McCarthy                                                | 1997. január 29.     | 12,28 millió |
| 194. | 18. | Megszakítjuk műsorunkat (We Interrupt This Program) | Kevin Inch          | John Eisendrath                                                | 1997. február 5.     | 12,61 millió |
| 195. | 19. | Boldog Valentin-napot! (My Funny Valentine)         | David Semel         | Jessica Klein                                                  | 1997. február 12.    | 12,33 millió |
| 196. | 20. | Ezzel a gyűrűvel... (With This Ring)                | Jason Priestley     | Phil Savath                                                    | 1997. február 19.    | 13,54 millió |
| 197. | 21. | A mesterlövész (Straight Shooter)                   | Chip Chalmers       | Larry Mollin                                                   | 1997. február 26.    | 13,70 millió |
| 198. | 22. | A szökevény (A Ripe Young Age)                      | Scott Paulin        | Steve Wasserman                                                | 1997. március 5.     | 12,92 millió |
| 199. | 23. | Ha kitör a vihar (Storm Warnings)                   | Bethany Rooney      | John Whelpley                                                  | 1997. március 19.    | 11,94 millió |
| 200. | 24. | Tavaszi nagytakarítás (Spring Breakdown)            | Charlie Correll     | Történet: Greg Plageman Tévéjáték: John Eisendrath             | 1997. április 2.     | 11,54 millió |
| 201. | 25. | Őrangyalok (Heaven Sent)                            | Anson Williams      | Történet: Larry Mollin és Phil Savath Tévéjáték: John Whelpley | 1997. április 9.     | 11,55 millió |
| 202. | 26. | A szakítás (The Long Goodbye)                       | Les Sheldon         | Ken Stringer                                                   | 1997. április 16.    | 11,63 millió |
| 203. | 27. | Csak te létezel (I Only Have Eyes for You)          | Christopher Hibler  | Laurie McCarthy                                                | 1997. április 23.    | 11,33 millió |
| 204. | 28. | A Jazz városában (All That Jazz)                    | Kevin Inch          | Történet: Larry Mollin és Phil Savath Tévéjáték: Phil Savath   | 1997. április 30.    | 10,84 millió |
| 205. | 29. | Anyák napja (Mother's Day)                          | Chip Chalmers       | Jessica Klein                                                  | 1997. május 7.       | 13,04 millió |
| 206. | 30. | Az utolsó hét a suliban (Senior Week)               | Jefferson Kibbee    | John Eisendrath                                                | 1997. május 14.      | 11,65 millió |
| 207. | 31. | A diplomaosztó 1. rész (Graduation Day Part 1)      | Jason Priestley     | Larry Mollin és Phil Savath                                    | 1997. május 21.      | 13,58 millió |
| 208. | 32. | A diplomaosztó 2. rész (Graduation Day Part 2)      | Jason Priestley     | Larry Mollin és Phil Savath                                    | 1997. május 21.      | 13,58 millió |

## 8. évad (1997-1998)
| Sor. | Év. | Cím                                                          | Rendező            | Író | Premier              | Nézettség    |
| ---- | --- | ------------------------------------------------------------ | ------------------ | --- | -------------------- | ------------ |
| 209. | 1.  | Aloha, Beverly Hills! 1. rész (Aloha Beverly Hills Part 1)   | Bethany Rooney     | Michael Braverman                                                                                       | 1997. szeptember 10. | 13,99 millió |
| 210. | 2.  | Aloha, Beverly Hills! 2. rész (Aloha Beverly Hills Part 2)   | Bethany Rooney     | Michael Braverman                                                                                       | 1997. szeptember 10. | 13,99 millió |
| 211. | 3.  | Bocsáss meg, és felejtsd el! (Forgive and Forget)            | David Semel        | John Eisendrath                                                                                         | 1997. szeptember 17. | 13,70 millió |
| 212. | 4.  | Merre? (The Way We Weren't)                                  | Frank Thackery     | Michael Cassutt                                                                                         | 1997. szeptember 24. | 11,28 millió |
| 213. | 5.  | Hazatérés (Coming Home)                                      | Georg Fenady       | Laurie McCarthy                                                                                         | 1997. október 1.     | 11,14 millió |
| 214. | 6.  | A helyes út (The Right Thing)                                | Chip Chalmers      | Ken Stringer                                                                                            | 1997. október 15.    | 10,94 millió |
| 215. | 7.  | Büszkeség és balítélet (Pride and Prejudice)                 | Harvey Frost       | Rich Cooper                                                                                             | 1997. október 22.    | 11,24 millió |
| 216. | 8.  | Munka és probléma (Toil and Trouble)                         | Richard Denault    | Elle Triedman                                                                                           | 1997. október 29.    | 11,36 millió |
| 217. | 9.  | Barátok, szeretők és gyerekek (Friends, Lovers and Children) | Michael Ray Rhodes | John Whelpley                                                                                           | 1997. november 5.    | 13,33 millió |
| 218. | 10. | Kié a gyermek? (Child of the Night)                          | Les Sheldon        | John Eisendrath                                                                                         | 1997. november 12.   | 12,96 millió |
| 219. | 11. | Holtvágányon (Deadline)                                      | Jon Paré           | Michael Cassutt                                                                                         | 1997. november 19.   | 12,15 millió |
| 220. | 12. | Barát a bajban (Friends in Deed)                             | Richard Denault    | Elle Triedman                                                                                           | 1997. december 3.    | 11,52 millió |
| 221. | 13. | Jó komikus, rossz komikus (Comic Relief)                     | Chip Chalmers      | John Lavachielli                                                                                        | 1997. december 10.   | 14,03 millió |
| 222. | 14. | Ünnepi hangulat (Santa Knows)                                | Charles Correll    | Laurie McCarthy                                                                                         | 1997. december 17.   | 12,26 millió |
| 223. | 15. | Ha eljön az ideje (Ready or Not)                             | John McPherson     | Történet: Michael Cassutt, Rich Cooper és Laurie Mccarthy Tévéjáték: Michael Cassutt és Laurie McCarthy | 1998. január 7.      | 11,69 millió |
| 224. | 16. | Tiltott fogadás (Illegal Tender)                             | Anson Williams     | Ken Stringer                                                                                            | 1998. január 14.     | 12,67 millió |
| 225. | 17. | Elefántapa (The Elephant's Father)                           | Michael Ray Rhodes | Történet: Elle Triedman és John Whelpley Tévéjáték: Elle Triedman                                       | 1998. január 21.     | 12,61 millió |
| 226. | 18. | A lélektani pillanat (Rebound)                               | Charles Pratt, Jr. | Michael Cassutt                                                                                         | 1998. január 28.     | 12,13 millió |
| 227. | 19. | Bűnök és vétségek (Crimes and Misdemeanors)                  | Charles Correll    | Laurie McCarthy                                                                                         | 1998. február 4.     | 12,44 millió |
| 228. | 20. | Kupidó nyila (Cupid's Arrow)                                 | Kevin Inch         | Melissa Gould                                                                                           | 1998. február 11.    | 12,14 millió |
| 229. | 21. | A lány, aki farkast kiáltott (The Girl Who Cried Wolf)       | Richard Denault    | Ken Stringer                                                                                            | 1998. február 25.    | 10,48 millió |
| 230. | 22. | Törvény és kuszaság (Law and Disorder)                       | Kevin Inch         | Doug Steinberg                                                                                          | 1998. március 4.     | 12,10 millió |
| 231. | 23. | Jóvátétel (Making Amends)                                    | Joel J. Feigenbaum | Elle Triedman                                                                                           | 1998. március 11.    | 12,03 millió |
| 232. | 24. | Az anyaság természete (The Nature of Nurture)                | Michael Ray Rhodes | Michael Cassutt                                                                                         | 1998. március 18.    | 11,42 millió |
| 233. | 25. | Az emlékek íze (Aunt Bea's Pickles)                          | Christopher Hibler | Laurie McCarthy                                                                                         | 1998. március 25.    | 11,43 millió |
| 234. | 26. | Nem mind arany (All That Glitters)                           | Michael Lange      | Tyler Bensinger                                                                                         | 1998. április 1.     | 10,39 millió |
| 235. | 27. | Évfolyam találkozó (Reunion)                                 | Chip Chalmers      | Doug Steinberg                                                                                          | 1998. április 15.    | 10,66 millió |
| 236. | 28. | Szabad szerelem (Skin Deep)                                  | Kim Friedman       | Elle Triedman                                                                                           | 1998. április 29.    | 9,15 millió  |
| 237. | 29. | Lendület (Ricochet)                                          | Anson Williams     | Laurie McCarthy                                                                                         | 1998. május 6.       | 9,96 millió  |
| 238. | 30. | Alapvető dolgok (The Fundamental Things Apply)               | Harvey Frost       | Michael Cassutt és Melissa Gould                                                                        | 1998. május 13.      | 10,15 millió |
| 239. | 31. | Az esküvő 1. rész (The Wedding Part 1)                       | Harry Harris       | John Eisendrath, Laurie Mccarthy, Doug Steinberg és Elle Triedman                                       | 1998. május 20.      | 13,77 millió |
| 240. | 32. | Az esküvő 2. rész (The Wedding Part 2)                       | Harry Harris       | John Eisendrath, Laurie Mccarthy, Doug Steinberg és Elle Triedman                                       | 1998. május 20.      | 13,77 millió |

## 9. évad (1998-1999)
| Sor. | Év. | Cím                                                                  | Rendező              | Író                                                                     | Premier              | Nézettség    |
| ---- | --- | -------------------------------------------------------------------- | -------------------- | ----------------------------------------------------------------------- | -------------------- | ------------ |
| 241. | 1.  | Másnap reggel (The Morning After)                                    | Anson Williams       | John Eisendrath                                                         | 1998. szeptember 16. | 11,87 millió |
| 242. | 2.  | Költségvetés csökkentés (Budget Cuts)                                | Chip Chalmers        | Laurie McCarthy                                                         | 1998. szeptember 23. | 10,09 millió |
| 243. | 3.  | A ház mindig nyer (Dealer's Choice)                                  | Jeff Melman          | Douglas Steinberg                                                       | 1998. szeptember 30. | 10,70 millió |
| 244. | 4.  | Ne szólj, száj... (Don't Ask, Don't Tell)                            | Richard Denault      | Ken Stringer                                                            | 1998. október 28.    | 10,74 millió |
| 245. | 5.  | Brandon elmegy (Brandon Leaves)                                      | Christopher Hibler   | John Eisendrath                                                         | 1998. november 4.    | 11,75 millió |
| 246. | 6.  | Vallomás (Confession)                                                | Kevin Inch           | Tyler Bensinger                                                         | 1998. november 11.   | 10,18 millió |
| 247. | 7.  | Helló, viszlát! (You Say Goodbye, I Say Hello)                       | Michael Lange        | Gretchen J. Berg és Aaron Harberts                                      | 1998. november 18.   | 12,30 millió |
| 248. | 8.  | Miért jöttél vissza? (I'm Back Because)                              | Artie Mandelberg     | John Eisendrath                                                         | 1998. december 2.    | 10,77 millió |
| 249. | 9.  | Fennálló lehetőségek (The Following Options)                         | Gabrielle Beaumont   | Laurie McCarthy                                                         | 1998. december 9.    | 9,98 millió  |
| 250. | 10. | Maratoni táncverseny (Marathon Man)                                  | Joel J. Feigenbaum   | Douglas Steinberg                                                       | 1998. december 16.   | 10,00 millió |
| 251. | 11. | A nő megszerzése (How to Be the Jerk Women Love)                     | Harvey Frost         | John Eisendrath                                                         | 1999. január 13.     | 10,51 millió |
| 252. | 12. | Perek és perlekedések (Trials and Tribulations)                      | Roy Campanella II    | Történet: Gretchen J. Berg és Aaron Harberts Tévéjáték: Ken Stringer    | 1999. január 20.     | 10,37 millió |
| 253. | 13. | Elvonási tünetek (Withdrawal)                                        | Kevin Inch           | Tyler Bensinger és John Eisendrath                                      | 1999. január 27.     | 10,35 millió |
| 254. | 14. | Nős vagyok (I'm Married)                                             | Anson Williams       | John Eisendrath                                                         | 1999. február 3.     | 9,71 millió  |
| 255. | 15. | Valentin-nap előtt (Beheading St. Valentine)                         | Frank Thackery       | Laurie McCarthy                                                         | 1999. február 10.    | 9,52 millió  |
| 256. | 16. | Túlélés (Survival Skills)                                            | Charlie Correll      | Történet: Gretchen J. Berg és Aaron Harberts Tévéjáték: Doug Steinberg  | 1999. február 17.    | 9,26 millió  |
| 257. | 17. | Utazás (Slipping Away)                                               | Roy Campanella II    | John Eisendrath                                                         | 1999. március 3.     | 9,23 millió  |
| 258. | 18. | Kedves Bobbi (Bobbi Dearest)                                         | Christian I. Nyby II | Laurie McCarthy és Tyler Bensinger                                      | 1999. március 10.    | 9,31 millió  |
| 259. | 19. | A csőd szélén (The Leprechaun)                                       | Kevin Inch           | John Eisendrath                                                         | 1999. március 17.    | 9,28 millió  |
| 260. | 20. | Szerencsesüti (Fortune Cookie)                                       | Luke Perry           | Douglas Steinberg és Ken Stringe                                        | 1999. április 7.     | 8,56 millió  |
| 261. | 21. | Kinyúlnék és megragadnálak (I Wanna Reach Out and Grab Ya)           | Jennie Garth         | Gretchen J. Berg és Aaron Harberts                                      | 1999. április 14.    | 8,86 millió  |
| 262. | 22. | A helyi hős (Local Hero)                                             | Joel J. Feigenbaum   | Matt Dearborn                                                           | 1999. április 21.    | 8,39 millió  |
| 263. | 23. | Vége a világnak, amit ismertünk (The End of the World as We Know It) | Michael Ray Rhodes   | Történet: Gretchen J. Berg és Aaron Harberts Tévéjáték: Tyler Bensinger | 1999. április 28.    | 8,31 millió  |
| 264. | 24. | A kutya legjobb barátja (Dog's Best Friend)                          | Christopher Hibler   | Történet: John Eisendrath Tévéjáték: Laurie McCarthy                    | 1999. május 5.       | 8,06 millió  |
| 265. | 25. | Agónia (Agony)                                                       | Anson Williams       | Douglas Steinberg                                                       | 1999. május 12.      | 8,21 millió  |
| 266. | 26. | Ez az a srác! (That's the Guy)                                       | Michael Lange        | John Eisendrath                                                         | 1999. május 19.      | 8,46 millió  |

## 10. évad (1999-2000)
| Sor. | Év. | Cím                                                                             | Rendező             | Író                                                                                      | Premier              | Nézettség    |
| ---- | --- | ------------------------------------------------------------------------------- | ------------------- | ---------------------------------------------------------------------------------------- | -------------------- | ------------ |
| 267. | 1.  | Fenyegető árny (The Phantom Menace)                                             | Charles Correll     | John Eisendrath                                                                          | 1999. szeptember 8.  | 9,48 millió  |
| 268. | 2.  | Együk meg a tortát! (Let's Eat Cake)                                            | Joel J. Feigenbaum  | Laurie McCarthy                                                                          | 1999. szeptember 15. | 8,82 millió  |
| 269. | 3.  | Inkább dolgozz! (You Better Work)                                               | Harvey Frost        | Gretchen J. Berg és Aaron Harberts                                                       | 1999. szeptember 22. | 7,95 millió  |
| 270. | 4.  | Szép zűrzavar (A Fine Mess)                                                     | Allan Kroeker       | John Eisendrath                                                                          | 1999. szeptember 29. | 8,82 millió  |
| 271. | 5.  | The Loo-Ouch (The Loo-Ouch)                                                     | Kim Friedman        | Tyler Bensinger                                                                          | 1999. október 20.    | 8,25 millió  |
| 272. | 6.  | Halloween parti (80's Night)                                                    | Chip Chalmers       | John Eisendrath                                                                          | 1999. október 27.    | 7,81 millió  |
| 273. | 7.  | Alapozás (Laying Pipe)                                                          | Luke Perry          | Matt Dearborn                                                                            | 1999. november 3.    | 8,61 millió  |
| 274. | 8.  | Életem értelme (Baby, You Can Drive My Car)                                     | Kevin Inch          | Történet: Laurie Mccarthy Tévéjáték: Gretchen J. Berg és Aaron Harberts                  | 1999. november 10.   | 8,21 millió  |
| 275. | 9.  | A családfa (Family Tree)                                                        | Allison Liddi       | John Eisendrath                                                                          | 1999. november 17.   | 9,29 millió  |
| 276. | 10. | Erős torony (What's in a Name)                                                  | Christopher Hibler  | Scott Fifer                                                                              | 1999. november 17.   | 9,29 millió  |
| 277. | 11. | Testvéri öröm (Sibling Revelry)                                                 | Graeme Lynch        | John Eisendrath                                                                          | 1999. december 15.   | 8,08 millió  |
| 278. | 12. | Kilenc tojás felverve (Nine Yolks Whipped Lightly)                              | Joel J. Feigenbaum  | Laurie McCarthy                                                                          | 1999. december 22.   | 7,44 millió  |
| 279. | 13. | Elromlott szerelem (Tainted Love)                                               | Robert Weaver       | Jim Halterman                                                                            | 2000. január 12.     | 7,06 millió  |
| 280. | 14. | Kihasznállak, mert szeretlek (I'm Using You 'Cause I Like You)                  | Ian Ziering         | Gretchen J. Berg és Aaron Harberts                                                       | 2000. január 19.     | 7,27 millió  |
| 281. | 15. | Termékeny talaj (Fertile Ground)                                                | Victor Lobl         | John Eisendrath                                                                          | 2000. január 26.     | 7,54 millió  |
| 282. | 16. | A végső bizonyíték (The Final Proof)                                            | Brian Austin Green  | Matt Dearborn és Tyler Bensinger                                                         | 2000. február 9.     | 7,25 millió  |
| 283. | 17. | Martin doktor (Doc Martin)                                                      | Kevin Inch          | John Eisendrath és Laurie McCarthy                                                       | 2000. február 16.    | 8,22 millió  |
| 284. | 18. | Eddie Waitkus, avagy az ügynök halála (Eddie Waitkus)                           | Chip Chalmers       | John Eisendrath                                                                          | 2000. március 1.     | 6,70 millió  |
| 285. | 19. | Apai alak (I Will Be Your Father Figure)                                        | Tori Spelling       | Történet: Scott Fifer Tévéjáték: Gretchen J. Berg és Aaron Harberts                      | 2000. március 8.     | 7,10 millió  |
| 286. | 20. | Megtalálni és elveszíteni (Ever Heard the One About the Exploding Father?)      | Anson Williams      | John Eisendrath és Laurie McCarthy                                                       | 2000. március 15.    | 7,14 millió  |
| 287. | 21. | Tavaszi zsongás (Spring Fever)                                                  | Allison Liddi-Brown | Annie Brunner                                                                            | 2000. március 22.    | 7,49 millió  |
| 288. | 22. | A húsvéti nyúl (The Easter Bunny)                                               | Charlie Correll     | John Eisendrath                                                                          | 2000. április 5.     | 6,47 millió  |
| 289. | 23. | Kérem vissza fekete pólómat (And Don't Forget to Give Me Back My Black T-Shirt) | Allan Kroeker       | Történet: Gretchen J. Berg és Aaron Harberts Tévéjáték: Matt Dearborn és Tyler Bensinger | 2000. április 19.    | 6,56 millió  |
| 290. | 24. | A szerelem vak (Love is Blind)                                                  | Jennie Garth        | John Eisendrath                                                                          | 2000. április 26.    | 7,74 millió  |
| 291. | 25. | Örülök neked... (I'm Happy for You...Really)                                    | Roy Campanella II   | Laurie McCarthy                                                                          | 2000. május 10.      | 9,25 millió  |
| 292. | 26. | Az utolsó előtti (The Penultimate)                                              | Michael Lange       | John Eisendrath                                                                          | 2000. május 17.      | 14,37 millió |
| 293. | 27. | Örömóda (Ode to Joy)                                                            | Kevin Inch          | John Eisendrath                                                                          | 2000. május 17.      | 14,37 millió |